# Torta de azada
La torta de azada (se llama hoe cake en inglés) es un pan aplanado, preparado con harina de maíz. La torta de azada es popular en la región Sur de los Estados Unidos. Es similar al pan de maíz, pero más sencilla para preparar. Generalmente, se la prepara con harina de maíz, agua hervida, sal y manteca. Pero hay muchas variaciones de la receta. Por ejemplo, hay una variación en cual se cambia la manteca por grasa de tocino. En otra variación se mezcla harina blanca con la harina de maíz.
Tradicionalmente, los esclavos de la Región Sur de los Estados Unidos comían la torta de azada. Ellos cocinaron la masa de la torta sobre una azada encima de un fuego al aire libre y así es como adquirió su nombre. También se cocinaba la masa sobre una piedra acalorada. Sin embargo, hay evidencias que desde 1881 la plancha fue usada para cocinar la masa.
Aunque la torta de azada fue una comida básica para los esclavos y la gente pobre, era popular entre varias clases. Por ejemplo, George Washington, el primer presidente de los Estados Unidos, comía la torta de azada frecuentemente para su desayuno. Durante la Guerra de Secesión (1861-1865), los soldados de los Estados Confederados del Sur también comían tortas de azada.
Como la tortilla de maíz, la torta de azada es muy versátil. Se la come con frijoles, hojas de col cocidas, o con mantequilla y miel.